# 萨雷亚乌斯
萨雷亚乌斯，是西班牙加利西亚自治区奥伦塞省的一个市镇。总面积77平方公里，总人口1789人（2001年），人口密度23人/平方公里。